# 더이너스
더이너스(The Innrs)는 대한민국의 토탈 패션 브랜드이다. 파슨스 디자인 스쿨 출신의 자매 디자이너인 유엘(Yooel) 및 트루(Troo)가 협력하여 2024년도에 출시한 브랜드로, 독창적이고 대담한 디자인에 편안함을 결합한 클래식한 옷을 새롭게 정의하는 레디-투-웨어 패션 브랜드를 지향한다. 

## 디자이너
- Troo Lee (트루)
- Yooel Lee (유엘)
- MJ